# Enskiftet
Enskiftet var en jordreform som gennemførtes i Skåne fra slutningen af 1700-tallet og i 1800-tallets første årtier. Den kom efter storskiftet og var betydelig mere radikal, og fulgtes  af laga skifte fra 1827. Dette skyldtes at storskiftet ikke nåede de ønskede resultater.
Rutger Macklean nævnes som regel som enskiftets ophavsmand. Det første praktiske enskifteprojekt udførdtes af landmåler Carl Gideon Wadman, som på Mackleans foranledning udførte enskiftet i landsbyerne under Svaneholm slot på Skurupegnen i Skåne. De første af Wadmans udskiftninger i Skurup i 1783 kaldes det første enskifte, men var i virkeligheden et usædvanligt vellykket eksempel på storskifte. Macklean tvang i 1785 samtlige 701, der brugte hans jord, til at forlade deres hjem og bygge nye gårde spredt i det store agerlandskab, hvor hver gård fik 40 tønder land. Resultatet blev, at jordbrugerne slap for at passe 53 forskellige parceller og i stedet kunne dyrke én stor sammenhængende ager. Af de 701 berørte opsagde 102 brugsretten og forlod Svaneholm.
Svaneholms reform var meget vellykket og skabte forudsætninger for en befolkningstilvækst. I 1802 var befolkningstallet på godset fordoblet til 1.400 personer. En kongelig forordning om enskifte for Skåne i sin helhed kom i 1803. I Skåne lykkedes enskiftereformen, da den egnede sig til et ensartet slettelandskab.
Enskifte forordnedes for Skaraborgs län i 1804 og for Sverige (med Finland) i sin helhed i 1807. I disse dele af Sverige var landskabet mere varieret, og enskiftet var betydelig sværere at gennemføre. Det blev derfor den anden omgang af skiftereformer, som i et rigsperspektiv ikke blev som tænkt. Enskiftet fulgtes derfor i 1827 af laga skiftet.
I Danmark gennemførtes en lignende reform, men i stedet for udflytninger forsøgte man at bibeholde landsbyerne så længe som muligt efter "kagebidsprincippet", hvor gårdens største arealer havnede længst borte fra gården. I Sverige skete en opdeling i visse tilfælde efter et tilsvarende princip, men det var langt fra så almindeligt som i Danmark.